# Páno Polemídia
Páno Polemídia (turkiska: Yukarı Polemitya, engelska: Pano Polemidya, turkiska: Yukarı Binatlı, engelska: Pano Polemidhia) är en ort i Cypern.   Den ligger i distriktet Eparchía Lemesoú, i den södra delen av landet, 60 km sydväst om huvudstaden Nicosia. Páno Polemídia ligger 96 meter över havet och antalet invånare är 3 781. Den ligger på ön Cypern.
Terrängen runt Páno Polemídia är kuperad norrut, men söderut är den platt. Närmaste större samhälle är Limassol, 4,8 km sydost om Páno Polemídia. Trakten runt Páno Polemídia är i huvudsak tätbebyggd.